# Freie-Partie-Europameisterschaft 1970

Logo CEB (ausrichtender Verband)

Veranstaltungsort: Saint-Vincent (Aostatal)

Die Freie-Partie-Europameisterschaft 1970 war das 16. Turnier in dieser Disziplin des Karambolagebillards und fand vom 7. bis zum 12. September 1970 in Saint-Vincent (Aostatal) statt. Es war die erste Freie-Partie-Europameisterschaft in Italien.

## Geschichte
Schon vor der letzten Partie gegen den Titelverteidiger Henk Scholte hatte der Bochumer Klaus Hose den Titel sicher. Nur die erste Partie gegen den Belgier Joseph Vervest hatte Hose verloren. Danach spielte er ein souveränes Turnier. In der Endrunde gab es drei Siege, wobei nur die Partie gegen seinen Landsmann Siegfried Spielmann mit 500:414 in zwei Aufnahmen knapp war. Spielmann verspielte seine Titelchancen bereits in der Vorrunde mit zwei Niederlagen gegen Johann Scherz und  Léo Corin. Damit gab es durch Klaus Hose den ersten Titel für Deutschland in der Freien Partie bei einer Europameisterschaft. Spielmann holte bereits seine fünfte Medaille seit 1955.

## Modus
Gespielt wurde in zwei Vorrundengruppen mit fünf Akteuren „Jeder gegen Jeden“ bis 500 Punkte. Die besten drei jeder Gruppe erreichten die Endrunde. Ergebnisse der ausgeschiedenen Spieler wurden in die Endrunde übernommen und zählten mit zum Endklassement. Die Plätze sieben bis 10 wurden ausgespielt. Es wurden prolongierte Serien gewertet.
1. MP = Matchpunkte
2. GD = Generaldurchschnitt
3. HS = Höchstserie

## Vorrunde
| MP    | Match Points (Sieger = 2; Unentschieden = 1; Verlierer = 0) |
| Pkte. | Erzielte Karambolagen                                       |
| Aufn. | Benötigte Versuche                                          |
| GD    | Generaldurchschnitt                                         |
| BED   | Bester Einzeldurchschnitt eines Spielers                    |
| HS    | Höchstserie                                                 |
|       | Bester GD des Turniers                                      |
|       | Bester ED des Turniers                                      |
|       | Beste HS des Turniers                                       |
|       | 1. Platz (Gold)                                             |
|       | 2. Platz (Silber)                                           |
|       | 3. Platz (Bronze)                                           |

| Platz | Name           | MP  | Pkte | Aufn. | GD     | BED    | HS  |
| ----- | -------------- | --- | ---- | ----- | ------ | ------ | --- |
| 1     | Klaus Hose     | 6:2 | 1681 | 13    | 129,30 | 250,00 | 500 |
| 2     | Henk Scholte   | 4:4 | 1131 | 14    | 80,78  | 166,66 | 401 |
| 3     | Ramon Aguilera | 4:4 | 1553 | 32    | 48,53  | 166,66 | 295 |
| 4     | Antonio Oddo   | 4:4 | 1261 | 39    | 32,33  | 55,55  | 249 |
| 5     | Joseph Vervest | 2:6 | 1065 | 24    | 44,37  | 71,42  | 267 |

| Platz | Name                | MP  | Pkte | Aufn. | GD    | BED    | HS  |
| ----- | ------------------- | --- | ---- | ----- | ----- | ------ | --- |
| 1     | Léo Corin           | 6:2 | 1528 | 23    | 66,43 | 100,00 | 330 |
| 2     | Siegfried Spielmann | 4:4 | 1278 | 17    | 75,17 | 500,00 | 781 |
| 3     | Hans Sundquest      | 4:4 | 1182 | 17    | 69,52 | 125,00 | 316 |
| 4     | Roland Dufetelle    | 4:4 | 1307 | 19    | 68,78 | 83,33  | 486 |
| 5     | Johann Scherz       | 2:6 | 762  | 26    | 29,31 | 62,50  | 250 |

### Platzierungsspiele
| Platz            | Name             | MP  | Pkte | Aufn. | GD     | BED    | HS  |
| ---------------- | ---------------- | --- | ---- | ----- | ------ | ------ | --- |
| Spiel um Platz 7 |                  |     |      |       |        |        |     |
| 7                | Antonio Oddo     | 2:0 | 500  | 8     | 62,50  | 62,50  | 282 |
| 8                | Roland Dufetelle | 0:2 | 24   | 8     | 3,00   | –      | 12  |
| Spiel um Platz 9 |                  |     |      |       |        |        |     |
| 9                | Joseph Vervest   | 2:0 | 500  | 4     | 125,00 | 125,00 | 325 |
| 10               | Johann Scherz    | 0:2 | 223  | 4     | 55,75  | –      | 150 |

## Endrunde
| Platz                                              | Name                | MP   | Pkte | Aufn. | GD     | BED    | HS  |
| -------------------------------------------------- | ------------------- | ---- | ---- | ----- | ------ | ------ | --- |
| 1                                                  | Klaus Hose          | 12:2 | 3181 | 20    | 159,05 | 250,00 | 500 |
| 2                                                  | Henk Scholte        | 9:5  | 2631 | 26    | 101,19 | 166,66 | 485 |
| 3                                                  | Siegfried Spielmann | 7:7  | 2692 | 27    | 99,70  | 500,00 | 781 |
| 4                                                  | Léo Corin           | 7:7  | 2112 | 33    | 64,00  | 100,00 | 466 |
| 5                                                  | Ramon Aguilera      | 7:7  | 2615 | 56    | 46,69  | 166,66 | 329 |
| 6                                                  | Hans Sundquest      | 4:10 | 1881 | 40    | 47,02  | 125,00 | 351 |
| 7                                                  | Antonio Oddo        | 6:4  | 1761 | 47    | 37,47  | 62,50  | 282 |
| 8                                                  | Roland Dufetelle    | 4:6  | 1331 | 27    | 49,29  | 83,33  | 486 |
| 9                                                  | Joseph Vervest      | 4:6  | 1565 | 28    | 55,89  | 125,00 | 325 |
| 10                                                 | Johann Scherz       | 2:8  | 985  | 30    | 32,83  | 62,50  | 250 |
| Turnierdurchschnitt: Gesamt: 62,13 Endrunde: 74,84 |                     |      |      |       |        |        |     |